# Deniz Gül
Deniz Daniel Gül (Stoccolma, 2 luglio 2004) è un calciatore svedese naturalizzato turco, attaccante del Porto.

## Carriera

### Club
Gül è cresciuto nel settore giovanile dell'Hammarby ed ha debuttato in prima squadra il 23 agosto 2023 nell'incontro di Svenska Cupen vinto 2-0 contro l'Hudiksvall. Il 22 ottobre seguente ha esordito anche in Allsvenskan contro il Djurgården ed il 13 maggio 2024 ha segnato il suo primo gol nella trasferta vinta 2-1 contro l'IFK Norrköping.
Il 24 agosto 2024 è stato acquistato a titolo definitivo dal Porto.

### Nazionale
Ha giocato nelle nazionali giovanili svedesi Under-19 ed Under-21.
Il 6 novembre 2024 ha ricevuto la prima convocazione da parte della nazionale maggiore turca, con cui ha esordito il 20 marzo 2025 nel successo per 3-1 in Nations League contro l'Ungheria.

## Statistiche

### Presenze e reti nei club
Statistiche aggiornate al 12 gennaio 2025.
| Stagione        | Squadra         | Campionato      | Campionato | Campionato | Coppe nazionali | Coppe nazionali | Coppe nazionali | Coppe continentali | Coppe continentali | Coppe continentali | Altre coppe | Altre coppe | Altre coppe | Totale | Totale | Totale |
| Stagione        | Squadra         | Comp            | Pres       | Reti       | Comp            | Pres            | Reti            | Comp               | Pres               | Reti               | Comp        | Pres        | Reti        | Pres   | Reti   |        |
| --------------- | --------------- | --------------- | ---------- | ---------- | --------------- | --------------- | --------------- | ------------------ | ------------------ | ------------------ | ----------- | ----------- | ----------- | ------ | ------ | ------ |
| 2023            | Hammarby TFF    | D1              | 23         | 14         | -               | -               | -               | -                  | -                  | -                  | -           | -           | -           | 23     | 14     |        |
| 2023            | Hammarby        | A               | 3          | 0          | CS+CS           | 0+1             | 0               | -                  | -                  | -                  | -           | -           | -           | 4      | 0      |        |
| 2024            | Hammarby        | A               | 18         | 3          | CS+CS           | 3+0             | 0               | -                  | -                  | -                  | -           | -           | -           | 21     | 3      |        |
| Totale Hammarby | Totale Hammarby | Totale Hammarby | 21         | 3          |                 | 4               | 0               |                    | -                  | -                  |             | -           | -           | 25     | 3      |        |
| 2024-2025       | Porto           | PL              | 6          | 1          | CP+CdL          | 0+2             | 0               | UEL                | 5                  | 1                  | -           | -           | -           | 13     | 2      |        |
| Totale carriera | Totale carriera | Totale carriera | 50         | 18         |                 | 6               | 0               |                    | 5                  | 1                  |             | -           | -           | 61     | 19     |        |

### Cronologia presenze e reti in nazionale
| Cronologia completa delle presenze e delle reti in nazionale ― Turchia | Cronologia completa delle presenze e delle reti in nazionale ― Turchia | Cronologia completa delle presenze e delle reti in nazionale ― Turchia | Cronologia completa delle presenze e delle reti in nazionale ― Turchia | Cronologia completa delle presenze e delle reti in nazionale ― Turchia | Cronologia completa delle presenze e delle reti in nazionale ― Turchia | Cronologia completa delle presenze e delle reti in nazionale ― Turchia | Cronologia completa delle presenze e delle reti in nazionale ― Turchia |
| Data                                                                   | Città                                                                  | In casa                                                                | Risultato                                                              | Ospiti                                                                 | Competizione                                                           | Reti                                                                   | Note                                                                   |
| ---------------------------------------------------------------------- | ---------------------------------------------------------------------- | ---------------------------------------------------------------------- | ---------------------------------------------------------------------- | ---------------------------------------------------------------------- | ---------------------------------------------------------------------- | ---------------------------------------------------------------------- | ---------------------------------------------------------------------- |
| 20-3-2025                                                              | Istanbul                                                               | Turchia                                                                | 3 – 1                                                                  | Ungheria                                                               | UEFA Nations League 2024-2025 - Play-off                               | -                                                                      | 46’                                                                    |
| 23-3-2025                                                              | Budapest                                                               | Ungheria                                                               | 0 – 3                                                                  | Turchia                                                                | UEFA Nations League 2024-2025 - Play-off                               | -                                                                      | 71’                                                                    |
| 10-6-2025                                                              | Chapel Hill                                                            | Messico                                                                | 1 – 0                                                                  | Turchia                                                                | Amichevole                                                             | -                                                                      | 77’                                                                    |
| Totale                                                                 |                                                                        | Presenze                                                               | 3                                                                      |                                                                        | Reti                                                                   | 0                                                                      |                                                                        |